# Phrynosoma wigginsi
Phrynosoma wigginsi — вид ящірок родини Фрінозомові (Phrynosomatidae). Мешкає в пустелі мексиканського штату Баха-Каліфорнія-Сюр.

## Ресурси Інтернету
- TIGR Reptile Database in Species 2000 and ITIS Catalogue of Life: 2011 Annual Checklist [Архівовано 5 березня 2016 у Wayback Machine.]

| Жаба | Це незавершена стаття з герпетології. Ви можете допомогти проєкту, виправивши або дописавши її. |